# Golf van Antalya
De Golf van Antalya (Turks: Antalya Körfezi) is een baai aan de zuidkust van Turkije en in het noorden van de Levantijnse Zee, onderdeel van de Middellandse Zee. De baai ligt aan de zuidkust van de provincie Antalya en aan de noordwestkust van de golf ligt de stad Antalya. De golf omvat enkele van de belangrijkste badplaatsen van Turkije, ook wel bekend als de Turkse Rivièra.